# Alan Banks (cầu thủ bóng đá)
Alan Banks (sinh ngày 5 tháng 10 năm 1938) là một cựu cầu thủ bóng đá người Anh thi đấu cho Liverpool, Cambridge City, Exeter City, Plymouth Argyle và Poole Town.
Exeter City trả phí kỷ lục để có được ông vào tháng 11 năm 1963.